# Saint-Marc (arrondissement)
Saint-Marc (Haïtiaans-Creools: Sen Mak) is een arrondissement van het Haïtiaanse departement Artibonite, met 443.000 inwoners. De postcodes van dit arrondissement beginnen met het getal 43.
Het arrondissement Saint-Marc bestaat uit de volgende gemeenten:
- Saint-Marc (hoofdplaats van het arrondissement)
- La Chapelle
- Verrettes